# Fundação Gruber
A Fundação Gruber (em inglês:  The Gruber Foundation) é uma fundação filantrópica estabelecida por Peter e Patricia Gruber, baseada na Universidade Yale em New Haven, Connecticut, Estados Unidos. Sua missão é honrar e encorajar excelência nas áreas da cosmologia, genética, neurociência, justiça e direitos da mulher, que compreende as três maiores iniciativas programáticas: o Prêmio Gruber e o Prêmio Jovem Cientista; o Programa Gruber de Bolsas Científicas; e o Programa Gruber para Justiça Global e Direitos da Mulher na Yale Law School.

## Prêmios Gruber
O Programa de Prêmio Internacional (International Prize Program) concede os Prêmios Grubes anuais:
- Prêmio Gruber de Cosmologia concedido a primeira vez em 2000[3]
- Prêmio Gruber de Genética concedido a primeira vez em 2001[4]
- Prêmio Gruber de Neurociência concedido a primeira vez em 2004[5]
- Prêmio Gruber de Justiça concedido de 2001 a 2011
- Prêmio Gruber de Direito da Mulher concedido de 2003 a 2011

Os prêmio, que são concedidos a cientistas proeminentes, cientistas sociais e juristas nestes assuntos, consistem em uma medalha de ouro e um valor financeiro de US$ 500.000.
O Prêmio Jovem Cientista reconhece a carreira brilhante inicial de cientistas internacionais e são selecionados em parceria com grandes organizações científicas:
- União Astronômica Internacional[3]
- Rosalind Franklin Young Investigator Award, em parceria com a Genetics Society of America e a American Society for Human Genetics[7]
- Peter and Patricia Gruber International Research Award in Neuroscience, em parceria com a Society for Neuroscience[5]
- Peter and Patricia Gruber Awards do Instituto Weizmann de Ciência em Rehovot, Israel[8]

## Programa Gruber de Bolsas Científicas
Estabelecido em 2011, as Bolsas Científicas Gruber são a mais prestigiosa condecoração concedida pela Yale Graduate School of Arts and Sciences. Anualmente apenas aproximadamente 20 bolsas são concedidas aos solicitantes melhor colocados para o programa de doutorado Yale em biologia, cosmologia e astrofísica. Os participantes do programa incluem:
- Ciências Biológicas e Biomédicas (BBS)
- Engenharia Biomédica
- Astronomia
- Física

## Programa Gruber para Justiça Global e Direitos da Mulher
Administrado pela Yale Law School, o Programa Gruber para Justiça Global e Direitos da Mulher continua e expande sobre as missões dos prévios Justice and Women's Rights Prizes, do qual evoluiu. Atualmente o programa consiste em quatro componentes principais:
- Global Constitutionalism Seminar[13]
- Gruber Distinguished Lectures in Global Justice and Women's Rights[14]
- Gruber Global Justice and Women's Rights Fellowships[15]
- Gruber Project in Global Justice and Women’s Rights